# Doklény község
Doklény község (románul: Comuna Doclin) község Krassó-Szörény megyében, Romániában. Központja Doklény, beosztott falvai Bényes, Királykegye.

## Népessége
A 2011-es népszámlálás adatai alapján a község népessége 1741 fő volt.